# Mythimna prominens
Mythimna prominens is een vlinder uit de familie uilen (Noctuidae). De wetenschappelijke naam is voor het eerst geldig gepubliceerd in 1856 door Walker.
De soort komt voor in Europa.